# Lake Ka-ho, Illinois
Lake Ka-ho là một làng thuộc quận Macoupin, tiểu bang Illinois, Hoa Kỳ. Năm 2010, dân số của làng này là 237 người.

## Dân số
Dân số qua các năm:
- Năm 2000: người.
- Năm 2010: 237 người.